# Bayern 2
Bayern 2 ist das zweite Hörfunkprogramm des Bayerischen Rundfunks. Es sendet ein kultur- und informationsorientiertes Vollprogramm mit einem breiten Musikspektrum in verschiedenen Sparten.

## Geschichte
Am Anfang strahlte der Bayerische Rundfunk auf UKW von Nürnberg ein zweites Hörfunkprogramm aus, das sich inhaltlich mehr auf Franken konzentrierte. Es startete am 18. August 1950. 1958 baute der BR die neue Radiowelle zum Vollprogramm mit Sitz in München aus.
Im Rahmen einer Programmreform 1974 erhielt es den Namen Bayern 2. Vorrangig strahlte Bayern 2 zunächst klassische Musik, sogenannte E-Musik aus. Teil des Programmschemas waren etliche Wortprogramme wie der Landfunk unter Leitung von Erich Geiersberger (1959 bis 1991) sowie die Jugend- und Musiksendung Club 16, und ab 1979 deren Nachfolger Zündfunk. 1960 begannen sonntägliche Regionalfenster (Franken, Altbayern, Schwaben), die 1971 zeitlich (zusätzlich Montag bis Freitag) und 1973 bis 1979 räumlich (Ostbayern, Mainfranken, München) ausgedehnt wurden und 1995 zu Bayern 1 wechselten.
Nachdem im Oktober 1980 das Spartenprogramm Bayern 4 Klassik (seit 2010 BR-Klassik) auf Sendung gegangen war, hielten in Bayern 2 zunehmend reine Wortsendungen Einzug; schließlich wurde das Programm in Bayern 2 Wort umbenannt.
2003 kamen nach einer weiteren Programmreform in größerem Umfang wieder musikalische Inhalte hinzu. Bayern 2 erhielt den Namen Bayern 2 Radio. Seit dem 8. Oktober 2007 läuft das Programm wieder unter der Bezeichnung Bayern 2.
Am 2. April 2024 trat eine umfangreiche Programmreform in Kraft, in deren Zuge eine Reihe von traditionsreichen Sendungen eingestellt wurden, so unter anderem das Literaturmagazin Diwan, das Nachtstudio, das tägliche Kulturmagazin KulturWelt oder Jazz & Politik. Die Veränderungen wurden kritisiert, weil damit „möglichst allen zu jeder Zeit etwas“ präsentiert werden soll, das die Hörer „interessieren könnte. Das geht nur, wenn es weniger sperrig ist, wenn Intellektualität zurückgedrängt wird und es mehr um Information geht als um Durchdringung.“ Die ehemalige Bayern-2-Literaturredakteurin Cornelia Zetzsche nannte die Entwicklung in der Frankfurter Allgemeinen Zeitung eine „Zerfledderung“ des Programms und des Senders. Eine technische Neuerung betrifft die Nachhörbarkeit des linearen Programms für sieben Tage auf der Website des Senders und in der Mobilen App.

## Senderlogos

Logo bis Ende der 90er Jahre
Logo bis Oktober 2007
Logo bis April 2024
Logo seit April 2024

## Programm
Bayern 2 bietet aktuelle Berichterstattung (Politik, Kultur, Wirtschaft, Wissenschaft), Reportagen aus Bayern und aus aller Welt, Hörspiele und Features, außerdem Kabarett (radioSpitzen), Glossen sowie verbraucherorientierte Sendungen wie z. B. die Sendung Notizbuch, die aus dem Frauenfunk, später Familienfunk hervorgegangen ist. Informationen aus der Region bietet u. a. die Sendung BR-Heimatspiegel, über kulturelle und politische Themen informieren die Sendungen radioWelt, kulturWelt, Eins zu Eins. Der Talk, Jazz & Politik, Schalom und Orange. In den radioTexten finden literarische Lesungen statt, Medientipps gibt es im Diwan, den Bayern 2-Favoriten sowie in kulturLeben. Programm für Kinder macht radioMikro, der Zündfunk ist ein Jugend- und Szenemagazin. Rucksackradio ist das Bergsteigermagazin im BR Hörfunk.
Ein weiterer Programmschwerpunkt ist der Bereich „Wissen“ mit den Sendungen IQ – Wissenschaft und Forschung sowie radioWissen, die auch zu den am häufigsten abgerufenen Podcasts gehören. Geschichtliches vermittelt die tägliche 5-Minuren-Reihe Kalenderblatt, die der Redakteur der Süddeutschen Zeitung, Gerhard Matzig als ausgesprochen „kenntnisreich, verblüffend und unterhaltsam“ beurteilt. Populär ist auch die wöchentliche Sonntagsbeilage mit thematisch ausgewählten Texten und Musikstücken, die über 40 Jahre, bis Ende 2011 von Michael Skasa zusammengestellt und präsentiert wurde.
Die Musik auf Bayern 2 umfasst eine Bandbreite von Soul über Chanson bis zu Singer-Songwritern aus aller Welt. In verschiedenen Spezialsendungen werden klassischer Jazz, Weltmusik bis zu Independent vorgestellt. Besondere musikalische Bedeutung hat inzwischen der Heimatsound aus Bayern und dem Alpenraum.
Ein eigenes Programm wird täglich zwischen 5 und 2 Uhr gestaltet. In der restlichen Zeit wird das ARD-Nachtkonzert übernommen.
Zu den Eigenproduktionen des BR gehören die über zehnstündigen Hörspielfassungen von Der Zauberberg nach der Romanvorlage von Thomas Mann (Ursendung 2000) sowie von Moby Dick oder der Wal von Herman Melville (Ursendung 2002). Das 20-stündige Hörspiel Der Mann ohne Eigenschaften, Remix nach dem Roman von Robert Musil wurde erstmals zum Jahreswechsel 2004/2005 ausgestrahlt. Doktor Faustus als elfteiliges Hörspiel nach dem gleichnamigen Roman von Thomas Mann, eine Gemeinschaftsproduktion mit dem Hessischen Rundfunk, wurde zum Jahreswechsel 2007/2008 erstmals gesendet. Neben solchen Literaturadaptionen profilierte sich die Abteilung Hörspiel und Medienkunst des BR seit den 1990er Jahren mit Originalhörspielen von Andreas Ammer, Ulrich Bassenge, Hartmut Geerken, Thomas Meinecke, Wolfgang Müller. Zahlreiche Hörspielproduktionen des BR werden im Hörspiel-Pool als Podcast und zum Download angeboten.
Ein jährlicher Höhepunkt im Programm von Bayern 2 ist die Radio Revue, in der alljährlich zwischen Weihnachten und dem Dreikönigstag verschiedene Sendungen, größtenteils Wiederholungen, zu einem Schwerpunktthema sowie Hörspiele und Features gesendet werden.
Präsentiert werden die auf Bayern 2 ausgestrahlten 43 Sendungen von insgesamt 80 Moderatoren.
Seit 8. Januar 2019 wird montags bis samstags um 18:53 Uhr im Anschluss an die Sendung RadioMikro das Betthupferl ausgestrahlt, das zuvor um 19:55 Uhr auf Bayern 1 lief.

## Aktuelles Programmschema
Das Programm wurde zuletzt am 2. April 2024 im Zuge einer Programmreform wie nachfolgend umgestaltet:
| Werktags  |                                                                     |
| Uhrzeit   | Sendung                                                             |
| 00:00 Uhr | Concerto bavarese (außer Montags)                                   |
| 02:00 Uhr | ARD-Nachtkonzert (Übernahme des Programms von BR-Klassik)           |
| 05:00 Uhr | Playlist                                                            |
| 06:00 Uhr | Die Welt am Morgen                                                  |
| 09:00 Uhr | Nah dran (mit Radiowissen und Gesundheitsgespräch)                  |
| 12:00 Uhr | Tagesgespräch (wird von ARD alpha übernommen)                       |
| 13:00 Uhr | Stadt Land Leute                                                    |
| 14:00 Uhr | Kulturleben (freitags mit Schalom)                                  |
| 16:00 Uhr | Eins zu Eins. Der Talk                                              |
| 17:00 Uhr | Die Welt am Abend (montags bis donnerstags, freitags bis 18 Uhr)    |
| 18:00 Uhr | Radiomikro (freitags)                                               |
| 18:53 Uhr | Betthupferl                                                         |
| 19:00 Uhr | Zündfunk                                                            |
| 20:00 Uhr | Salon (mit Lesungen, Hörspielen, ggf. ARD-Kooperationen und Events) |
| 22:00 Uhr | Eins zu Eins. Der Talk                                              |
| 23:00 Uhr | Nachtmix (ggf. ARD-Kooperationen und Events)                        |

| Samstags  |                                                           |
| Uhrzeit   | Sendung                                                   |
| 00:00 Uhr | ARD-Nachtkonzert (Übernahme des Programms von BR-Klassik) |
| 05:00 Uhr | Playlist                                                  |
| 06:00 Uhr | Rucksackradio                                             |
| 08:00 Uhr | Bayerisches Feuilleton                                    |
| 09:00 Uhr | Bayern 2 am Samstagvormittag                              |
| 12:00 Uhr | Zeit für Bayern                                           |
| 13:00 Uhr | Radiofeature/ARD radiofeature                             |
| 14:00 Uhr | Salon (mit Lesungen, Hörspiel, Kulturpodcasts, Events)    |
| 15:00 Uhr | Radiospitzen                                              |
| 16:00 Uhr | Eins zu Eins. Der Talk                                    |
| 17:00 Uhr | Der politische Podcast                                    |
| 18:00 Uhr | Radiomikro mit Betthupferl                                |
| 19:00 Uhr | Zündfunk                                                  |
| 20:00 Uhr | Radiokrimi/ARD Radio Tatort                               |
| 21:00 Uhr | Radioreisen                                               |
| 22:00 Uhr | Radiospitzen                                              |
| 23:00 Uhr | Nachtmix                                                  |

| Sonntags  |                                                             |
| Uhrzeit   | Sendung                                                     |
| 00:00 Uhr | Bayern 2 Radiojazznacht                                     |
| 02:00 Uhr | ARD-Nachtkonzert (Übernahme des Programms von BR-Klassik)   |
| 05:00 Uhr | Playlist                                                    |
| 06:30 Uhr | Positionen                                                  |
| 07:00 Uhr | Glauben Zweifeln Leben                                      |
| 09:00 Uhr | Bayern 2 am Sonntagvormittag                                |
| 12:00 Uhr | Bayerisches Feuilleton                                      |
| 13:00 Uhr | Radioreisen                                                 |
| 14:00 Uhr | Salon (mit Lesungen, Hörspielen und Kulturpodcasts, Events) |
| 15:00 Uhr | Hörspiel (im Anschluss Bayern 2 Playlist)                   |
| 17:00 Uhr | Weltempfänger (Auslandsreportage und Weltmusik)             |
| 18:00 Uhr | Radiomikro                                                  |
| 19:00 Uhr | Zündfunk                                                    |
| 20:00 Uhr | Feature/ARD radiofeature                                    |
| 21:00 Uhr | Zeit für Bayern                                             |
| 22:00 Uhr | Eins zu Eins. Der Talk                                      |
| 23:00 Uhr | Nachtmix                                                    |

## Verbreitung

### Terrestrisch

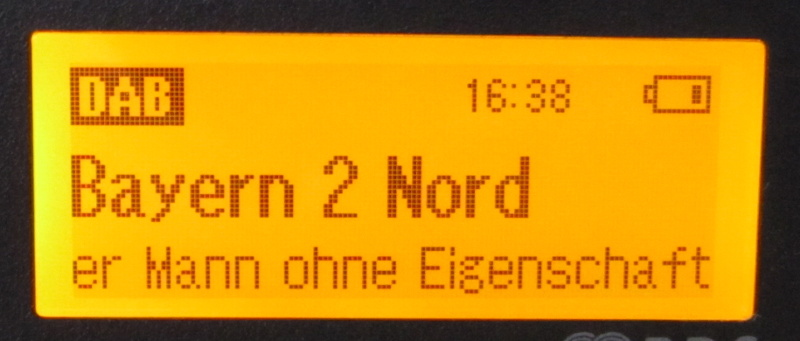
Bayern 2 Nord auf DAB+

- UKW: Das Programm ist bayernweit über UKW zu empfangen und wird innerhalb der terrestrischen Reichweite auch in alle Kabelnetze eingespeist. Bis zum 2. April 2024 wurde die Sendung RegionalZeit durch ein regionales Sendersplitting in Bayern 2 Nord und Bayern 2 Süd aufgeteilt. Nach der Einstellung entfiel die Frequenz 102,5 MHz des Senders Dillberg.[14]

| UKW Frequenzliste                 |       |          |
| Senderstandort                    | MHz   | ERP (kW) |
| Mainfranken                       |       |          |
| Burgsinn                          | 89,7  | 0,01     |
| Kreuzberg/Rhön                    | 93,1  | 100      |
| Pfaffenberg bei Aschaffenburg     | 88,4  | 25       |
| Würzburg                          | 90,0  | 5        |
| Ober- und Mittelfranken           |       |          |
| Bamberg-Geisberg                  | 89,6  | 25       |
| Büttelberg/Frankenhöhe            | 88,2  | 25       |
| Coburg                            | 88,3  | 5        |
| Dillberg bei Neumarkt/Opf         | 92,3  | 25       |
| Sender Ebersdorf                  | 89,6  | 0,02     |
| Ochsenkopf/Fichtelgebirge         | 96,0  | 100      |
| Niederbayern und Oberpfalz        |       |          |
| Brotjacklriegel/Bayerischer Wald  | 96,5  | 100      |
| Hohe Linie bei Regensburg         | 93,0  | 25       |
| Hoher Bogen bei Furth im Wald     | 91,6  | 50       |
| Landshut (Altdorf)                | 97,8  | 0,25     |
| Ochsenkopf/Fichtelgebirge         | 96,0  | 100      |
| Passau                            | 93,2  | 0,5      |
| Schwaben                          |       |          |
| Augsburg                          | 89,3  | 0,1      |
| Balderschwang                     | 100,3 | 0,02     |
| Burgberg-Halden                   | 92,2  | 0,1      |
| Grünten/Allgäu                    | 88,7  | 100      |
| Hühnerberg bei Donauwörth         | 96,1  | 25       |
| Lindau (Hoyerberg)                | 92,0  | 0,5      |
| Pfronten                          | 89,1  | 0,05     |
| Ulm (Kuhberg)                     | 96,3  | 0,08     |
| Weiler                            | 100,3 | 0,05     |
| Oberbayern                        |       |          |
| Bad Reichenhall                   | 96,7  | 0,3      |
| Bad Tölz (Gaißach)                | 95,7  | 0,1      |
| Berchtesgaden                     | 96,9  | 0,3      |
| Garmisch-Partenkirchen (Kreuzeck) | 93,5  | 0,1      |
| Gelbelsee bei Ingolstadt          | 90,5  | 25       |
| Herzogstand bei Kochel            | 97,0  | 0,1      |
| Hochberg bei Traunstein           | 91,5  | 5        |
| Inntal bei Kiefersfelden          | 92,8  | 0,05     |
| München-Ismaning                  | 88,4  | 25       |
| Oberammergau                      | 92,2  | 0,01     |
| Reit im Winkl                     | 87,9  | 0,1      |
| Tegernseer Tal (Wallberg)         | 87,7  | 0,1      |
| Untersberg                        | 92,9  | 0,1      |
| Wendelstein                       | 89,5  | 100      |

- DAB+: Das Programm wird via DAB+ in weiten Teilen Bayerns im Kanal 11D ausgestrahlt. Darüber hinaus ist Bayern 2 über DAB+ terrestrisch in Berlin zu empfangen. Auch in Südtirol wird Bayern 2 von der Rundfunk-Anstalt Südtirol im Standard DAB+ ausgestrahlt. Das ebenfalls über DAB verbreitete Programm Bayern 2 plus unterschied sich nur in wenigen Punkten von Bayern 2. Dieses wurde am 28. Januar 2015 eingestellt und gab seinen Programmplatz an BR Heimat ab.

### Internet
- Web: Der Livestream kann auf der BR-Webseite abgerufen werden. Bayern 2 wurde zunächst auch über das Internet in zwei Formaten (Nord und Süd) ausgestrahlt, mit je zwei Datenraten (56 kB/s und 128 kB/s) im MP3-Format (M3U). Zusätzlich gab es einen Stream im HLS-Format. Seit 2. April 2024 wird nur noch ein Format im Internet verbreitet. Es wird derzeit als MP3-Stream mit 128 kbit/s angeboten. Eine regionale Unterteilung findet nicht mehr statt.[14][15]

- App: Seit Oktober 2016 bietet der Sender eine App für Android- und iOS-Nutzer an, die im April 2021 durch eine neue Version ersetzt wurde.[16] Über die BR-Radio-App kann der Livestream über die HLS-Technologie gehört werden und mit Titel-, Programm- und Moderatoreninfos interagiert werden. Zudem kann man über die App im Radioprogramm entlang einer Zeitleiste zurückspulen und Sendungen nachhören.

### Weitere Empfangswege
- Satellit: Bayern 2 kann via (DVB-S) über Astra 19,2° Ost im ARD-Paket empfangen werden.
- Audiothek: Die Podcasts von Bayern 2 stehen in der ARD Audiothek zur Verfügung.

## Preise
Bayern 2 vergibt jährlich zwei Publikumspreise: im Rahmen des Filmfestes München den Filmfest München Audience Award, vor 2024 Bayern 2 und SZ Publikumspreis und im Rahmen des Bayerischen Buchpreises den dortigen Bayern 2-Publikumspreis.
Außerdem zeichnet Bayern 2 seit 2016 einmal jährlich beim Wettbewerb Gutes Beispiel Projekte aus, die sich für die Gesellschaft engagieren.